# John Gorrie (médecin)
Pour les articles homonymes, voir John Gorrie.
John Gorrie, né le 3 octobre 1803 et décédé le 29 juin 1855, est un médecin, inventeur et humaniste américain considéré comme le père de la réfrigération et du conditionnement d'air.

## Biographie
Né de parents écossais sur l'île de Niévès, aux Antilles, il passe son enfance en Caroline du Sud. Il reçoit son instruction médicale au Collège des Médecins et Chirurgiens du District Ouest de New York à Fairfield, État de New York. En 1833, il part pour Apalachicola en Floride, cité portuaire du Golfe du Mexique. En plus d'être médecin résident de deux hôpitaux, Gorrie est actif envers sa communauté. En des périodes diverses il sert en tant que membre du conseil, maître des postes, président de la succursale d'Apalachicola de la Banque de Pensacola, secrétaire de la loge maçonnique et est l'un des membres fondateurs de l'église épiscopale de la Trinité.
Les recherches médicales du Docteur Gorrie concernent l'étude des maladies tropicales. À l'époque, la communauté scientifique s'accorde majoritairement sur une théorie selon laquelle les maladies sont causées par le « mauvais air », la « théorie de la maladie par les miasmes ». Partant de ce postulat, Gorrie insiste pour que les marais soient drainés et que les chambres d'hôpital soient maintenues à une température fraîche. À cette fin il utilise de la glace placée dans un bassin suspendu au plafond. L'air froid, plus lourd, descend vers le patient et s'écoule par une ouverture ménagée près du sol. Comme la glace devait être acheminée par bateau depuis les lacs du nord, Gorrie consacre alors ses recherches à la production de glace artificielle.
Après 1845, il abandonne la pratique de la médecine pour poursuivre ses projets de réfrigération. Le 6 mai 1851, Gorrie obtient le brevet N°8080 pour une machine à faire de la glace. La maquette originale de cette machine et les articles scientifiques l'accompagnant sont aujourd'hui conservés à la Smithsonian Institution. Appauvri par ses coûteuses recherches, Gorrie tente de lever des fonds afin de construire sa machine, mais l'entreprise échoue quand son associé meurt. Humilié et critiqué, ruiné financièrement et de santé fragile, Gorrie meurt dans l'indifférence le 29 juin 1855. Il est inhumé dans l'actuel Gorrie Square (« Parc Gorrie ») d'Apalachicola.

## Monuments et mémoriaux
- À Apalachicola, le Gorrie Square est ainsi nommé en son honneur. Le parc abrite son tombeau, un monument et le Musée John Gorrie[2] ainsi que la bibliothèque municipale de la ville.
- Le Pont John Gorrie, qui traverse la Baie d'Apalachicola, relie Apalachicola à Eastpoint.
- En 1914, l'État de Floride fait don d'une statue de John Gorrie à la National Statuary Hall Collection du Capitole, à Washington.
- La John Gorrie Junior High School (Lycée John Gorrie) de Jacksonville et la John Gorrie Elementary School (École Élémentaire John Gorrie) à Tampa sont ainsi nommées en son honneur.
- Le SS John Gorrie, un liberty ship de la Seconde Guerre mondiale, porte également son nom.

Chaque année, le John Gorrie Award (Prix John Gorrie) est attribué à un diplômé de la faculté de médecine de l'Université de Floride considéré comme susceptible de devenir un praticien généraliste brillant.